# 카를로 양카
카를로 양카(독일어: Carlo Janka, 1986년 10월 15일~)는 스위스의 알파인 스키 선수이다. 2010년 동계 올림픽 남자 대회전 부문에서 금메달을 획득했으며, 세계 선수권 대회에서 금메달 1개, 동메달 1개를 획득했다. 또한 알파인 스키 월드컵에서 종합 우승 1회, 종합 3위 1회 달성했다.